# Melanarga
Melanarga (in greco Μελαναργα?; in turco: Adaçay) è un villaggio di Cipro.  Il villaggio si trova de facto nel distretto di Iskele della Repubblica Turca di Cipro del Nord, mentre de iure appartiene al distretto di Famagosta della Repubblica di Cipro. Prima del 1958 Melanarga era un villaggio misto a maggioranza greca.
Nel 2011, il villaggio aveva 100 abitanti.

## Geografia fisica
Melanarga è situata nella penisola del Karpas, 3 km a sud di Yialousa/Yeni Erenköy.

## Origini del nome
Il significato del nome greco non è chiaro, ma la parte di parola arga potrebbe essere una versione corrotta di agra, che significa 'selvaggio'. Nel 1975 i turchi ciprioti hanno cambiato il nome del villaggio in Adaçay, che significa "salvia da giardino".

## Società

### Evoluzione demografica
Nel censimento ottomano del 1831, i 19 greci formavano la maggioranza del villaggio, i musulmani una forte minoranza di 12 capi famiglia. I censimenti sotto il dominio coloniale britannico registrarono 53 e 54 turchi nel villaggio rispettivamente nel 1891 e nel 1901, mentre il numero di greci passò da 75 a 94. Nel 1911, il numero di turchi era sceso a 37, per poi risalire a 54 nel 1946 (1921: 39; 1931: 41). Il numero di greci, d'altra parte, salì a 124 nel 1911, a 141 dieci anni dopo, a 164 nel 1931, con un picco di 195 nel 1946. Così tra il 1891 e il 1946 la proporzione di turchi era scesa dal 41 al 21,6%.
Nel 1958, tutti i turchi fuggirono dai nazionalisti militanti dell'EOKA nei villaggi vicini e a Famagosta, dove rimasero fino al 1974. Ma anche dopo l'invasione turca, solo una famiglia volle tornare.
Circa un terzo dei greci fuggì dalle truppe turche in avvicinamento nell'estate del 1974. 108 di loro rimasero fino all'ottobre 1975. Nel dicembre 1976, solo quattro greci vivevano ancora nel villaggio, e nel dicembre 1977 nessuno.
Dopo tutto ciò,  nel 1978 il villaggio aveva ancora 64 abitanti. Coloni provenienti dai dintorni di Kahramanmaraş e Muş nella Turchia orientale si stabilirono nel villaggio. Nel 2006 il villaggio, che dal 1975 è stato ribattezzato Adaçay, aveva 88 abitanti, cinque anni dopo saliti a 100.

## Monumenti e luoghi di interesse
La chiesa di Agios Polychronios è stata convertita in moschea tra il 2001 e il 2007 e a causa di ciò è ben conservata.